# Diane de Gabies
Ne doit pas être confondu avec Gaby Deslys ou Liane Degaby.

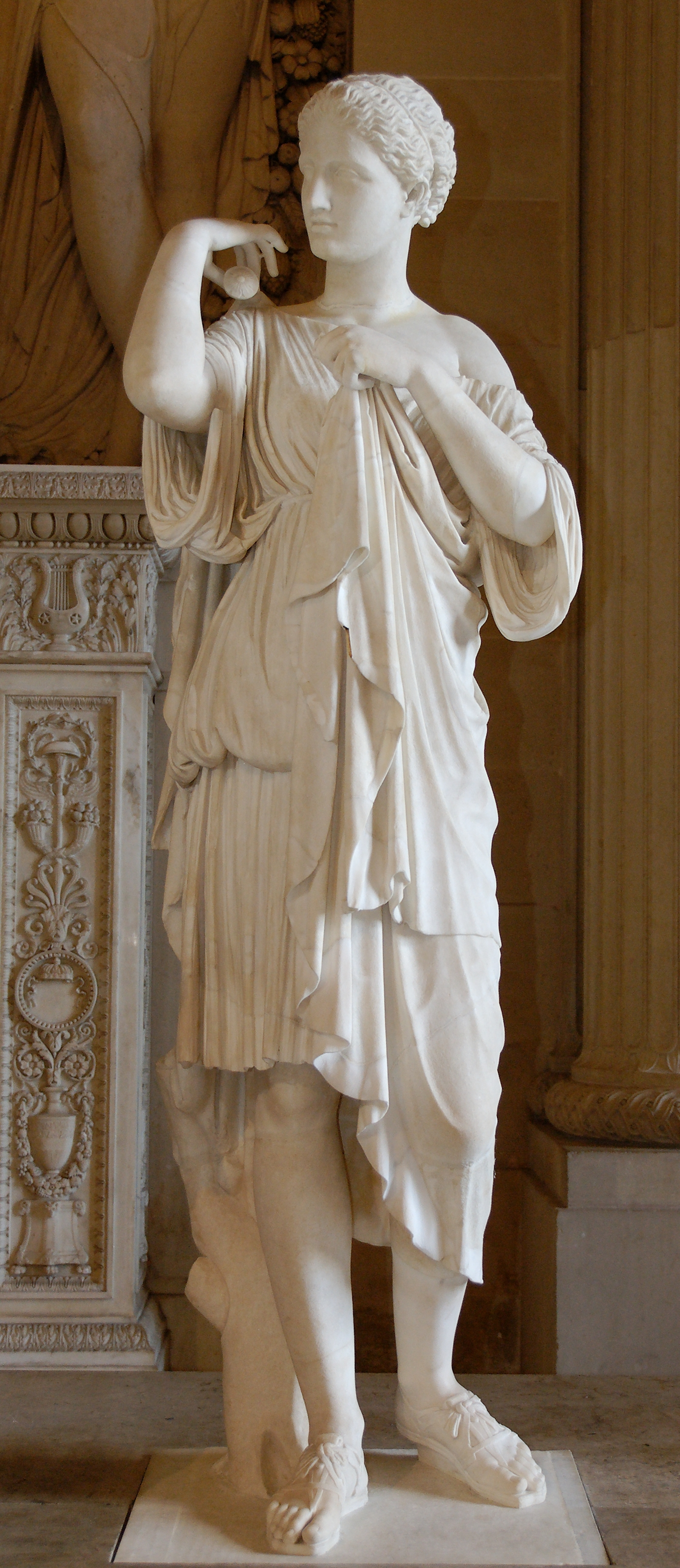
Diane de Gabies

La Diane de Gabies est une statue de femme drapée représentant probablement la déesse Artémis, qui est traditionnellement rattachée au sculpteur Praxitèle. Après avoir fait partie de la collection Borghèse, elle est conservée au musée du Louvre sous le numéro d'inventaire Ma 529.

## Histoire
La statue est découverte en 1792 par Gavin Hamilton sur la propriété du prince Borghèse à Gabies, non loin de Rome. Elle rejoint immédiatement les collections du prince. En 1807, celui-ci, en proie à des difficultés financières, se voit contraint de la vendre à Napoléon Ier, et la statue est exposée au musée du Louvre dès 1820.
La statue devient très populaire au XIXe siècle : un moulage en plâtre est placé dans l'Athenæum de Londres, une réplique en marbre rejoint les autres copies d'après l'antique qui ornent la cour Carrée du Louvre, et une réplique en fonte orne la fontaine du village de Grancey le Chateau situé en Côte d'Or.  On en trouve une copie en marbre (provenant de la Fonderie du Val d'Osne) dans le jardin de Villa Ocampo, résidence de Victoria Ocampo, à San Isidro (près de Buenos Aires).
Des répliques en taille réduite, en terre cuite, en porcelaine et en bronze, sont également commercialisées à l'intention des amateurs.

## Description

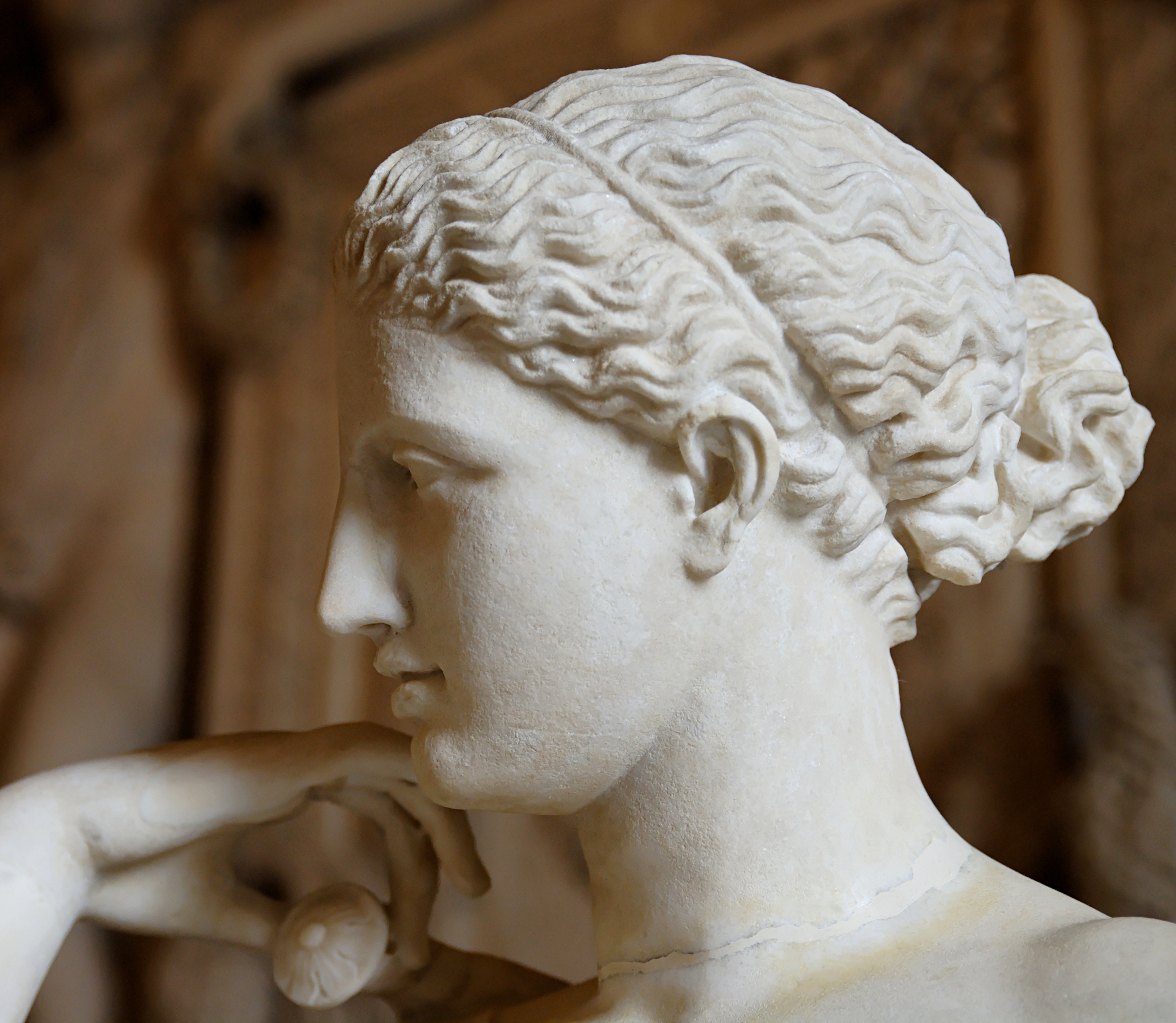
Le visage

La statue représente une jeune femme drapée debout, grandeur nature. Le poids du corps porte sur la jambe droite, soutenue par un tronc d'arbre, la jambe gauche étant laissée libre. Le pied gauche est rejeté en arrière et le talon se soulève légèrement, la pointe du pied tournée vers l'extérieur.
Elle est habituellement identifiée  comme Artémis, déesse vierge de la chasse et de la nature sauvage, sur la seule base de ses vêtements. Elle porte en effet un chiton court et à larges manches, typique de la déesse. Le vêtement est noué par deux ceintures : l'une est visible au niveau de la taille, l'autre, cachée, permet de rabattre une partie du tissu, et donc à raccourcir le chiton et dégager les genoux. La déesse est représentée alors qu'elle va agrafer son manteau : la main droite tient une fibule et ramène un pan du vêtement sur l'épaule droite tandis que la main gauche soulève l'autre pan au niveau de la poitrine. Le mouvement a fait glisser le col du chiton, dénudant l'épaule gauche.
La tête est légèrement tournée vers la droite, mais la déesse ne regarde pas véritablement ce qu'elle fait : le regard porte dans le vague, comme c'est souvent l'habitude pour les statues du second classicisme. Les cheveux ondulés sont ramenés en arrière et retenus par un bandeau noué en haut de la nuque ; leurs extrémités sont rassemblées en une sorte de chignon maintenu par un second ruban invisible.

## Attribution

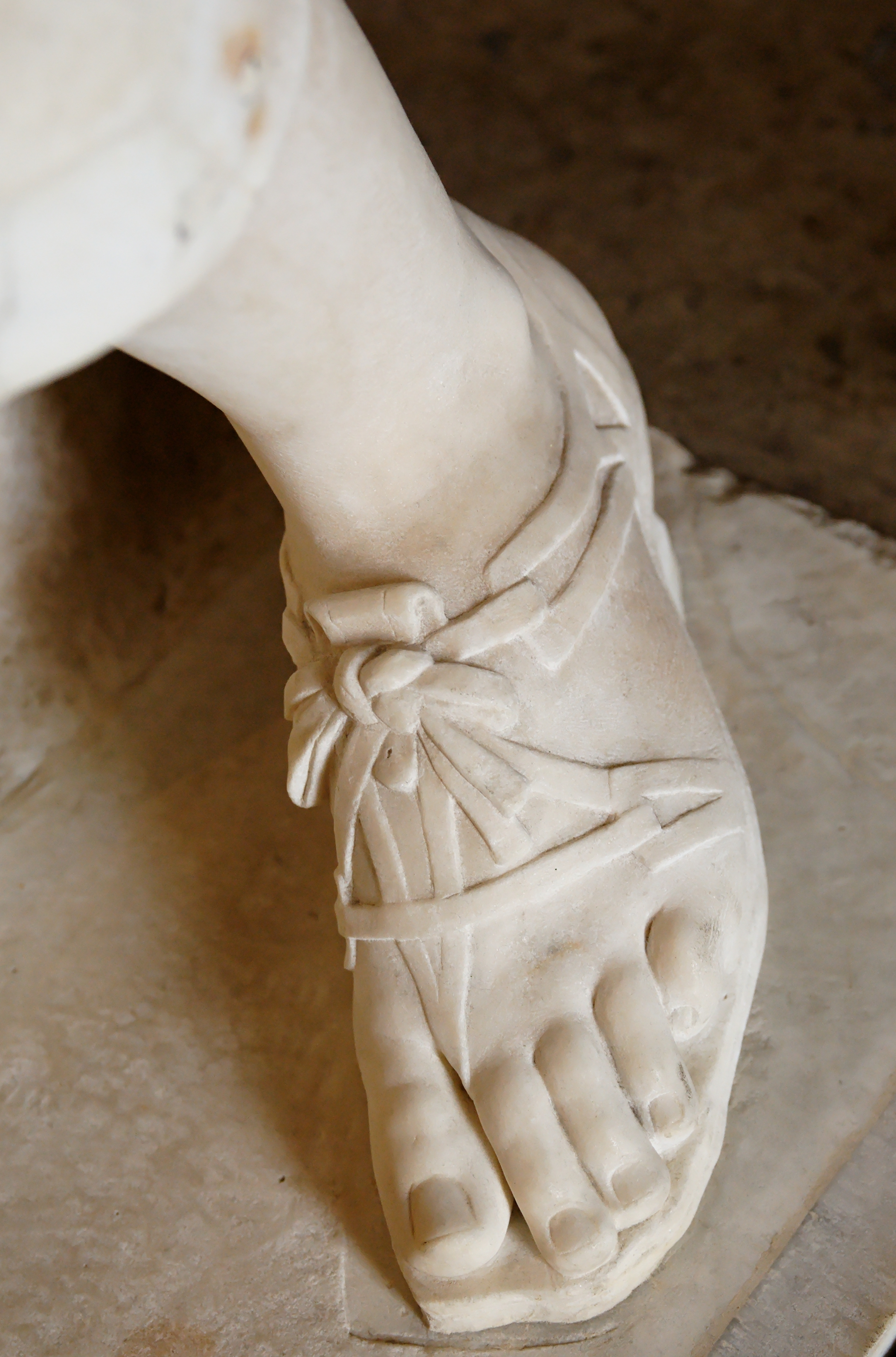
Dessin de la sandale du pied gauche

Selon Pausanias, Praxitèle est l'auteur de l'effigie d'Artémis du Brauronion de l'acropole d'Athènes. Des inventaires du temple datant de 346-347 av. J.-C. mentionnent effectivement, entre autres, une « statue dressée » décrite comme représentant la déesse enveloppée dans un chitoniskos. On sait par ailleurs que le culte d'Artémis Brauronia comportait la consécration de vêtements offerts par les femmes.
L'œuvre a longtemps été reconnue dans la Diane de Gabies : la déesse serait montrée agréant le don de ses fidèles. On a également noté la ressemblance de la tête avec celle de l’Aphrodite de Cnide et de l’Apollon sauroctone. Cependant, l'identification a été remise en cause à plusieurs titres. D'abord, les inventaires découverts à Athènes se sont avérés être des copies de ceux du sanctuaire de Brauron : il n'est pas certain que le culte athénien ait compris lui aussi l'offrande de vêtements. Ensuite, le chiton court serait anachronique au IVe siècle : sur cette base, la statue serait plutôt de l'époque hellénistique. Enfin, une hypothèse plus récente reconnaît l'Artémis Brauronia dans une tête du musée de l'Agora antique d'Athènes, qui a pris le nom de Tête Despinis.
Pour autant, la Diane de Gabies frappe par sa grande qualité s'inscrit bien dans ce que l'on considère habituellement comme le style praxitélien, ce qui a poussé certains spécialistes à maintenir malgré tout la statue dans le corpus du maître ou à l'inscrire dans celui de ses fils.